# Konstantínovskaya (Krasnodar)
Konstantínovskaya (en ruso: Константи́новская), es una stanitsa del raión de Kurgáninsk del krai de Krasnodar, en Rusia. Está situada en la orilla derecha del río Chamlyk, afluente del río Labá, tributario del Kubán, 7 km al sureste de Kurgáninsk y 136 km al este de Krasnodar. Tenía 4 008 habitantes en 2010
Es cabeza del municipio Konstantínovskoye.

## Historia
La localidad fue fundada en 1847, en el emplazamiento del puesto Konstantinovski, nombrado en honor al gran duque Constantino Nikoláyevich

## Demografía
| 2002  | 2010  |
| ----- | ----- |
| 4 096 | 4 008 |

### Composición étnica
De los 4 096 habitantes que había en 2002, el 90.3 % era de etnia rusa, el 4.4 % era de etnia armenia, el 1.8 % era de etnia ucraniana, el 0.5 % era de etnia bielorrusa, el 0.5 % era de etnia georgiana, el 0.3 % era de etnia tártara, el 0.3 % era de etnia alemana, el 0.1 % era de etnia azerí, el 0.1 % era de etnia griega y el 0.1 % era de etnia adigué.